# Vol Crossair 498
Le 10 janvier 2000, le vol Crossair 498, un vol international régulier assuré par un Saab 340 de la compagnie régionale suisse Crossair, reliant  Zurich, en Suisse, à Dresde, en Allemagne, s'est écrasé deux minutes après son décollage. Aucun des 7 passagers et 3 membres d'équipage n'a survécu au crash.
Il s'agit du premier accident aérien mortel impliquant un appareil de Crossair, depuis la création de la compagnie aérienne en 1975.
L'accident a fait l'objet d'une enquête du Bureau d'enquête sur les accidents d'aviation suisse (BEAA), et un rapport final a été publié en 2004, qui a conclu qu'il était dû à une perte de contrôle pendant la montée, résultant de multiples erreurs de pilotage.

## Avion et Équipage
L'appareil impliqué est un Saab 340B immatriculé HB-AKK, un bimoteur à turbopropulseur de 33 places, qui était loué à Crossair auprès de Moldavian Airlines depuis le 1er octobre 1999. Il avait cumulé 24 000 heures de vol, depuis son premier vol en novembre 1990. Il devait subir son prochain contrôle d'entretien régulier 21 jours plus tard, le 31 janvier 2000.
L'équipage était composé d'un pilote moldave, Pavel Gruzin (41 ans), ainsi que d'un copilote slovaque, Rastislav Kolesár (35 ans), et d'une hôtesse de l'air française, Séverine Jabrin. Le commandant Gruzin totalisait 8 100 heures de vol, dont 1 900 heures sur Saab 340. Le copilote Kolesár totalisait environ 1 800 heures de vol, dont 1 100 heures sur Saab 340. Les deux pilotes ne communiquaient qu'en anglais, langue que Pavel Gruzin maîtrisait mal.

## Circonstances de l'accident
Le vol 498 décolle normalement de l'aéroport international de Zurich vers 18 heures CET, par un temps froid et pluvieux et avec une visibilité réduite, pour arriver à l'aéroport de Dresde quelques heures plus tard. Après l'embarquement des sept passagers et des trois membres d'équipage, il a été autorisé à décoller à l'heure prévue, à 17 h 54 CET (16 h 54 UTC).
Le Saab 340 a quitté la piste 28 en direction de l'ouest. Dès le décollage, l'avion monte normalement mais, alors que le contrôle aérien lui demande de virer à gauche, il a soudainement commencé à perdre de l'altitude et à tourner vers la droite au lieu de suivre la trajectoire de vol approuvée vers la gauche. 
Après la perte du contact radio avec l'équipage, l'avion s'engage dans une descente en spirale sur la droite, avant de disparaître des écrans radar et de s'écraser dans un champ à 7 km au nord-ouest de l'aéroport, à 17 h 56 CET (16 h 56 UTC), après une minute et 56 secondes de vol. La violence de l'impact pulvérise l'appareil, enflammant instantanément plus de 2 000 kg de kérosène contenu dans ses réservoirs. Des débris en feu ont été dispersés sur 200 à 300 mètres près des maisons de la commune de Niederhasli. Les 10 passagers et membres d'équipage ont tous été tués sur le coup.

## Victimes
| Nationalité | Passagers | Équipage | Total |
| ----------- | --------- | -------- | ----- |
| Allemagne   | 4         | 0        | 4     |
| France      | 1         | 1        | 2     |
| Suisse      | 1         | 0        | 1     |
| Moldavie    | 0         | 1        | 1     |
| Slovaquie   | 0         | 1        | 1     |
| Total       | 7         | 3        | 10    |

## Enquête et causes de l'accident
L'enregistreurs de paramètres (FDR) et l'enregistreurs phonique (CVR) ont été récupérés sur les lieux de l'accident, tous deux gravement endommagés.
Un examen du corps du commandant de bord, Pavel Gruzin, a révélé des traces de phénazépam, un sédatif de la classe des benzodiazépines, dans son organisme, ce qui a pu altérer sa capacité d'analyse et d'évaluation de la situation. Les enquêteurs ont également trouvé un paquet ouvert de médicament de fabrication russe dans les bagages appartenant à Gruzin.
L'analyse des rapports de maintenance a montré que l'appareil, bien que correctement entretenu, avait connu des anomalies au niveau des volets, mais ces problèmes avaient été correctement traités par les équipes de maintenance, et l'analyse des restes de l'appareil a confirmé que les volets fonctionnaient correctement le jour de l'accident.
Selon le rapport d'enquête du BEAA, l'accident du vol 498 est dû au fait que l'équipage a perdu le contrôle de l'avion pour les raisons suivantes :
- L'équipage a réagi de manière inappropriée lorsque l'autorisation de départ a été donnée par le contrôle aérien.
- Le copilote a effectué une entrée de données sans que le commandant de bord ne lui ait demandé de le faire, concernant le changement de la norme de départ aux instruments SID ZUE 1. Ce faisant, il a omis de sélectionner une direction pour le virage a effectuer après le décollage.
- Le commandant de bord a renoncé à l'utilisation du pilote automatique dans des conditions météorologiques de vol aux instruments (IMC) et pendant la phase de montée, qui demandait beaucoup de travail.
- Le commandant, alors pilote en fonction (PF), a fait effectuer à l'avion une plongée en spirale vers la droite car il a probablement été victime d'une désorientation spatiale.
- Le copilote n'a pris que des mesures inadéquates pour empêcher ou rattraper la situation avant que l'appareil ne parte en virage engagé et s'écrase au sol.

Selon ce même rapport d'enquête, les facteurs suivants pourraient avoir contribué à l'accident :
- Le commandant est resté unilatéralement ferme sur ses propres perceptions concernant la direction à suivre, qui lui suggéraient un virage à gauche.
- Lors de l'interprétation de son horizon artificiel sous stress, le commandant a eu recours à un modèle de réaction (heuristique) qu'il avait appris auparavant.
- La capacité d'analyse et d'évaluation critique de la situation du commandant était probablement limitée en raison des effets de médicament de type benzodiazépines présent dans ses tissus musculaires.
- Après le changement vers la norme de départ standardisé aux instruments SID ZUE 1Y, l'équipage a défini des priorités inadéquates pour ses tâches à effectuer et sa concentration est restée unilatérale.
- Le commandant n'a pas été systématiquement informé par Crossair des différences d'instrumentation et de procédures dans le poste de pilotage entre les appareils de fabrication occidentale et ceux de conception russes.

L'enquête a examiné la possibilité d'une interférence électromagnétique (EMI), causée par des téléphones portables dans la cabine. Après avoir testé un avion similaire, les enquêteurs ont conclu qu'il n'y avait « aucune indication que les systèmes de l'avion aient été affectés par des interférences électromagnétiques ».

## Médias
L'accident a fait l'objet d'un épisode dans la série télé Air Crash nommé « Perte de repères » (saison 13 - épisode 3).